# Chkalova (Tijoretsk, Krasnodar)
Chkalova (en ruso: Чкалова) es un jútor del raión de Tijoretsk del krai de Krasnodar, en Rusia. Está situado en las llanuras de Kubán-Priazov, en la orilla izquierda del Chelbas, 35 km al sudeste de Tijoretsk y 126 km al nordeste de Krasnodar, la capital del krai. Tenía 44 habitantes en 2010
Pertenece al municipio Jopiórskoye.

## Transporte
Al oeste de la localidad pasa la carretera federal M29 Cáucaso.